# Стефен (Міннесота)
Стефен (англ. Stephen) — місто (англ. city) в США, в окрузі Маршалл штату Міннесота. Населення — 592 особи (2020).

## Географія
Стефен розташований за координатами 48°27′7″ пн. ш. 96°52′36″ зх. д. / 48.45194° пн. ш. 96.87667° зх. д. (48.452032, -96.876580).  За даними Бюро перепису населення США в 2010 році місто мало площу 2,11 км², уся площа — суходіл.

## Демографія
Згідно з переписом 2010 року, у місті мешкало 658 осіб у 304 домогосподарствах у складі 174 родин. Густота населення становила 313 особи/км².  Було 346 помешкань (164/км²).
Расовий склад населення:
| - 97,9 % — білих - 0,2 % — корінних американців - 1,7 % — осіб інших рас |

До двох чи більше рас належало 0,3 %. Частка іспаномовних становила 10,0 % від усіх жителів.
За віковим діапазоном населення розподілялося таким чином: 20,8 % — особи молодші 18 років, 56,1 % — особи у віці 18—64 років, 23,1 % — особи у віці 65 років та старші. Медіана віку мешканця становила 46,8 року. На 100 осіб жіночої статі у місті припадало 97,6 чоловіків;  на 100 жінок у віці від 18 років та старших — 97,3 чоловіків також старших 18 років.
Середній дохід на одне домашнє господарство  становив 64 912 долари США (медіана — 51 438), а середній дохід на одну сім'ю — 69 858 доларів (медіана — 70 875). За межею бідності перебувало 6,4 % осіб, у тому числі 0,0 % дітей у віці до 18 років та 3,9 % осіб у віці 65 років та старших.
Цивільне працевлаштоване населення становило 364 особи. Основні галузі зайнятості: освіта, охорона здоров'я та соціальна допомога — 33,8 %, сільське господарство, лісництво, риболовля — 25,5 %, виробництво — 8,0 %, науковці, спеціалісти, менеджери — 6,9 %.